# SolarCity Linz
Die solarCity (in Karten Solar City oder Solar-City) ist ein auf dem Reißbrett entstandener Stadtteil, der rund 4000 Menschen Wohn- und Lebensraum bietet. Er liegt im Linzer Feld an der Donau in Oberösterreich und gehört innerhalb von Linz zum Statistischen Bezirk Pichling und zur Katastralgemeinde Ufer bzw. zu einem kleinen Teil im Südosten zur Katastralgemeinde Posch.
Die sozialen Wohnbauten wurden in Niedrigenergiebauweise gebaut, der Grundgedanke bei der Planung war, dass fossile Energieträger zum Treibhauseffekt beitragen und deswegen ihre Nutzung vermieden werden sollte.

## Lage
Die solarCity befindet sich im Nordosten des Statistischen Bezirks Pichling im Süden von Linz, an der Traun, unweit deren Einmündung in die Donau. Die südöstliche Begrenzung bildet der Aumühlbach.
| Industriegebiet-Hafen (voestalpine) Traun |                                             | Steyregg Pulgarn (beide Gem. Steyregg, Bez. Perg) Donau |
|                                           | Kompassrose, die auf Nachbargemeinden zeigt |                                                         |
|                                           | Traundorf                                   |                                                         |

## Geschichte: Planung und Errichtung

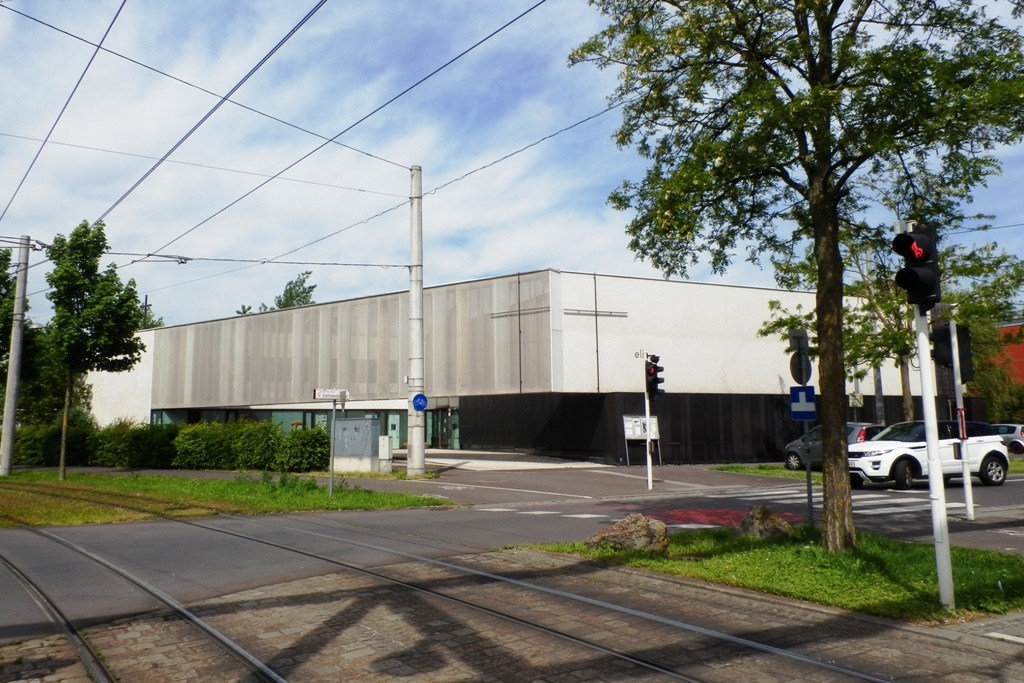
Pfarrkirche und Seelsorgezentrum

1990 gab es in Linz rund 12.000 Wohnung suchende Menschen. Der Raum Pichling bot mit seinem großzügigen Flächenangebot, der Nähe zu den Traunauen mit kleinen Badeseen und dem bestehenden Wohnbaugefüge aus Einfamilienhäusern einen idealen Platz um die Stadt zu erweitern. Der Architekt Thomas Herzog, der damals das Design Center Linz baute, vermittelte den Kontakt zu den international bekannten Architekten Richard Rogers und Norman Foster. Sie entwarfen für die Siedlung kostengünstige, energiesparende Wohnungen und vertrauten die Ausführung den örtlichen Architekten an.
Die Planungen für das Vorhaben begannen 1992, ab 1999 wurden die 1300 Wohnungen schrittweise in Bauetappen innerhalb von sechs Jahren errichtet. Die Gesamtkosten für das Projekt beliefen sich auf 190 Millionen Euro, wobei knapp zwei Drittel auf den Wohnbau entfallen sind und die Kosten für die Infrastruktur nur ein Drittel der Gesamtkosten ausmachten.

## Infrastruktur

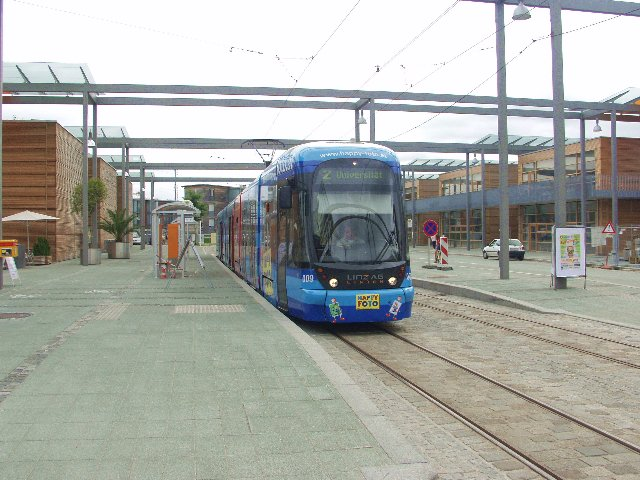
Straßenbahnhaltestelle im Zentrum der solarCity

Mittelpunkt der solarCity stellt der Ortsplatz mit Bank, Kaufhaus, Trafik und Kaffeehäusern dar. Um die zwischenmenschlichen Anliegen kümmern sich die Mitarbeiter des Stadtteilbüros und des Seelsorgezentrums. Um Familien und Kinder kümmern sich das Familienzentrum, zwei Kindergärten und das Schulzentrum, zu dem eine Volksschule, ein Realgymnasium und ein Hort gehören. Im Norden der solarCity befindet sich direkt anschließend ein Naherholungsraum. Seit September 2005 ist die solarCity durch die Linie 2 der Linzer Straßenbahn an das öffentliche Verkehrsnetz angebunden; innerhalb einer halben Stunde gelangt man damit in die Linzer Innenstadt.

## Kunstwerke
Beim Seelsorgezentrum befinden sich zwei Kunstwerke: ein Donaukiesel als Findling, der von Herbert Friedl dort aufgestellt wurde, sowie eine granitene Sonnenuhr auf einem Sockel.
Siehe auch: Liste der Kunstwerke im öffentlichen Raum in Linz-Pichling

## Ver- und Entsorgungskonzepte
Im Sinne einer umweltfreundlichen Siedlungsentwicklung wurde die Ver- und Entsorgung in die Gesamtüberlegungen bei der Planung der solarCity miteinbezogen.

### Energieversorgung
Das Warmwasser wird in der solarCity zumindest zu einem Drittel durch Sonnenenergie erzeugt. Die restlichen zwei Drittel werden durch Fernwärme abgedeckt.

### Abwasserentsorgung
Der Großteil der anfallenden Abwässer wird über das städtische Abwassernetz entsorgt. Ein Regenwasserbewirtschaftungssystem mit Mulden, Rigolen und Rückhaltebecken gewährleistet ein Versickern des Regenwassers vor Ort.
Die alternative Abwasserentsorgung befindet sich noch im Versuchsstadium, derzeit erfolgt in 88 Wohneinheiten und der Schule die Entsorgung mittels Urinseparation.
Durch die getrennte Ableitung und Erfassung der Abwässer wird die Gewinnung von konzentriertem Dünger aus Urin ermöglicht und die übrigen Abwässer können effizient gereinigt werden. Vorerst kann Urin nach dem oö. Bodenschutzgesetz noch nicht auf landwirtschaftlichen Flächen ausgebracht werden und muss daher derzeit noch in die öffentliche Kanalisation eingeleitet werden.
Grauwasser und Fäkalien werden gemeinsam abgeleitet. Im Kompostabscheider werden die Feststoffe dann von der Flüssigkeit getrennt. Der vorkompostierte Inhalt des Abscheiders wird in der Landwirtschaft als Dünger verwendet. Das verbleibende nährstoffarme Abwasser wird in einer Pflanzenkläranlage gereinigt. Wenn positive Ablaufwerte der Pflanzenkläranlage vorliegen, wird die Einleitung der gereinigten Abwässer in den Aumühlbach angestrebt.

## Auszeichnungen
- Bereits bei einem 1998 von den Vereinten Nationen (UNCHS) ausgeschriebenen Wettbewerb zur Verbesserung der Lebensumwelt hat die solarCity die Auszeichnung „best practice“ erhalten.[4]
- 1999 gelang eine Nominierung für den Environmental Award 2001 durch die Earth Society Foundation, einer NGO  mit Sitz in New York.[4]
- Eine Expertenjury der bremen initiative hat die solarCity im April 2001 bei der zweiten internationalen Konferenz business and municipality – new partnerships for the 21st century in Bremen zu den fünf besten Projekten der Welt in der Kategorie 1 des bremen partnership award gewählt.[4]

## Medien
- solarCity. Wohnen wie im Urlaub. Dokumentarfilm, Österreich, 2007, 29 Min., Regie: Doris Fercher, Produktion: 2visions Production, 3sat (Inhaltsangabe von 3sat, (Memento vom 10. Februar 2013 im Webarchiv archive.today); u. a. mit den Architekten Thomas Herzog,  Martin Treberspurg und Roland Rainer).